# قرار مجلس الأمن التابع للأمم المتحدة رقم 973
قرار مجلس الأمن التابع للأمم المتحدة رقم 973، المتخذ بالإجماع في 13 كانون الثاني / يناير 1995، بعد الإشارة إلى القرارات 621 (1988)، 658 (1990)، 690 (1991)، 725 (1991)، 809 (1993) و907 (1994)، ناقش المجلس خطة التسوية للصحراء الغربية ومدد ولاية بعثة الأمم المتحدة للاستفتاء في الصحراء الغربية حتى 31 مايو 1995.
واعترافاً بزيارة الأمين العام بطرس بطرس غالي إلى الصحراء الغربية في نوفمبر 1994، أكد المجلس أنه يجب إجراء استفتاء لتقرير المصير لشعب الإقليم. ورأى الأمين العام أن بعثة الاستفتاء، المسؤولة عن تنظيم الاستفتاء، تتطلب المزيد من الموظفين لأغراض تسجيل الناخبين. كما تم تأخير خطة التسوية ككل.
وذكر المجلس أن الاستفتاء سيجري كما هو مخطط له لحل القضية في الصحراء الغربية. تمت الموافقة على تمديد بعثة الأمم المتحدة للاستفتاء في الصحراء الغربية على النحو الذي حدده الأمين العام فيما يتعلق بنشر المراقبين. وفي هذا الصدد، طُلب منه أن يقدم تقريراً إلى المجلس بحلول 31 آذار / مارس 1995 بشأن الموارد اللوجيستية والموظفين والموارد الأخرى المطلوبة وخططه الأخرى. وستبدأ الفترة الانتقالية في 1 حزيران / يونيو 1995 بهدف إجراء الاستفتاء في تشرين الأول / أكتوبر 1995 وإنهاء بعثة الأمم المتحدة للاستفتاء في الصحراء الغربية. وكان التمديد المحتمل لبعثة الأمم المتحدة للاستفتاء في الصحراء الغربية إلى ما بعد 31 أيار / مايو 1995 رهناً بتقرير من الأمين العام.

## روابط خارجية
- نص القرار في undocs.org